# 长兴职业技术教育中心学校
长兴职业技术教育中心学校，簡稱长兴职教中心，原名长兴第二中学（综合高中），位於中华人民共和国浙江省長興縣，是一所公办国家级全日制重点中等职业学校、国家级示范学校。该校开设专业有：数控应用技术、电气专业、文秘专业、餐旅专业、机电一体化、电子电工、烹饪专业及汽车护理与维修。